# Археологічний музей Корчі
Національний археологічний музей Корчі (алб. Muzeu arkeologjik i Korçës) — археологічний музей, розташований у місті Корча, Албанія. Містить понад 1200 артефактів переважно доісторичного періоду.